# 조던 마스터슨
조던 마스터슨(Jordan Masterson, 1986년 4월 9일 ~ )은 미국의 배우, 텔레비전 배우이다.
롱아일랜드에서 태어났다.

## 방송
- 라스트 맨 스탠딩 8
- 라스트 맨 스탠딩 4
- 라스트 맨 스탠딩 3
- 라스트 맨 스탠딩 2
- 그릭 4

## 영화
- 배드 루미스 (2015년)
- 그릭 1 (2007년)
- 조지 로페즈 (2002년)